# 川西市立加茂西小学校
川西市立加茂西小学校（かわにししりつ かもにししょうがっこう）はかつて兵庫県川西市にあった公立小学校である。

## 歴史
- 1975年4月1日 - 川西市立加茂小学校から分離開校（市内12番目の小学校だった[1]）。
- 1997年3月31日 - 川西市立加茂小学校と統合のため廃校[1]。同時に、川西市立川西小学校の校区の一部を当校区とする変更を実施。但し校舎は、加茂小学校に引き継がれた。

## 周辺施設
- 兵庫県立川西高等学校 - 校庭を共有している（昼間は加茂小、夜間は川西高校が使用）。
- 中国自動車道 - 南に約200ｍのところを通過している。
- フレンドリー川西加茂店 - 東隣に所在。